# جون کولیر
جون کولیر (انگلیسی: June Collyer؛ ۱۹ اوت ۱۹۰۶ – ۱۶ مارس ۱۹۶۸) یک هنرپیشه اهل ایالات متحده آمریکا بود.